# Anglachel
En el universo imaginario de J. R. R. Tolkien y en las novelas El Silmarillion y Los hijos de Húrin, Anglachel es una espada hecha, supuestamente, con el hierro de un meteoro, forjada por Eöl, quien se la dio a Thingol, Rey de Doriath, a cambio que este (su pariente) le dejara vivir en paz en Nan Elmoth. Es la espada hermana de Anguirel. La palabra Anglachel significa «hierro de la estrella llameante» en sindarin.

## Historia
Thingol dio Anglachel a Beleg Arcofirme cuando es enviado a acompañar y ayudar a Túrin Turambar: Beleg pide una espada porque si bien es hábil con el arco, dice que necesitará más que eso para enfrentar los peligros del camino fuera de la Cintura de Melian. Con Anglachel, Túrin, en un acto de locura, mató a Beleg y la espada se puso negra y sin filo. 
Anglachel fue forjada de nuevo por hábiles herreros de Nargothrond y, aunque continuó siendo negra, un fuego pálido brillaba ahora en el filo de la hoja. Túrin la llamó Gurthang, palabra sindarin que puede traducirse como «hierro de la muerte», y con ella realizó grandes hazañas con las cuales fue temido por sus enemigos como La espada negra de Nargothrond.
Anglachel es famosa también por ser la espada con la que Túrin Turambar le da el golpe de gracia a Glaurung el Gran Gusano. Sin embargo, al morir el dragón, el hechizo que cegaba la memoria de Nienor, su hermana, se deshizo con lo que ella reconoció a su hermano y todo lo que había hecho, y aterrorizada se lanzó a las cataratas del ríoTeiglin, donde murió con el hijo que había concebido con Túrin en su vientre.  Brandir, el líder de los hombres de Brethil,  le reveló a Túrin lo que sucedió. Entonces Túrin mató al hombre y se suicidó con Gurthang. La espada, al ver que Túrin se disponía a darle su sangre, le habla con una fría voz y le dice que con eso enmendará la sangre de su amo Beleg, a quien asesinó accidentalmente, y a Brandir de los hombres de Brethil, que murió por las supuestas injurias vertidas por el propio Glaurung.
Otras historias del legendarium dicen que en la Última Batalla sería esta espada la que, empuñada por el mismo Túrin Turambar, atravesaría el negro corazón de Morgoth, con lo cual encontraría este su fin; y de ese modo la espada vengaría a los hijos de Húrin y a la raza de los hombres.
- Datos: Q2034757